# 阿曼穆拉特·霍馬多夫
阿曼穆拉特·霍馬多夫（1989年1月28日—）為土庫曼男子鏈球運動員.。霍馬多夫代表土庫曼參加2008年夏季奧林匹克運動會男子鏈球項目，因為三次試擲都失敗所以沒有成績。他參加2016年夏季奧林匹克運動會男子鏈球項目預賽以61.99的成績排名第30名，未能晉級決賽。

## 外部連結
- 阿曼穆拉特·霍馬多夫在的頁面
- NBC Olympics Profile